# Séisme de 1983 à Liège
 (mai 2017).
Si vous disposez d'ouvrages ou d'articles de référence ou si vous connaissez des sites web de qualité traitant du thème abordé ici, merci de compléter l'article en donnant les références utiles à sa vérifiabilité et en les liant à la section « Notes et références ».
Le séisme de 1983 à Liège est un séisme survenu le 8 novembre 1983 à 0 h 49 min 34 s (T.U.), c.-à-d. à 1 h 49 min 34 s (heure locale). Il causa de nombreux dégâts à Liège et dans la région proche.

## Les événements
L'épicentre de ce séisme de magnitude 4,9 sur l'échelle de Richter était situé à Liège,. 
Ce tremblement de terre causa de sérieux dégâts dans les communes de Saint-Nicolas, Glain et Montegnée. Une intensité de degré VII sur l'échelle de Mercalli (ou MSK) fut atteinte dans ces communes ainsi que dans celles de Liège, Seraing, Ans et Grâce-Hollogne. La localisation de l'épicentre du choc principal ne correspondit pas exactement avec la zone la plus endommagée.
Malgré la faible intensité et un hypocentre situé à 5,8 km de profondeur sous la ville, il entraîna de nombreux dégâts. 
Deux personnes furent tuées et des dizaines d'autres furent blessées. De nombreuses voitures en stationnement furent endommagées par la chute de cheminées en briques. 
À Liège et à proximité de Saint-Nicolas, plus de 16 000 maisons furent endommagées, 37 complètement détruites et 129 déclarées inhabitables. 1 000 personnes se retrouvèrent sans abris. 
Le séisme fut suivi par une réplique. 
Le montant total des dommages s'éleva à trois milliards de francs belges, soit l'équivalent de 75 millions d'euros.
L'importance des dégâts de ce tremblement de terre a fait comprendre aux autorités qu'il était important de surveiller l'activité sismique en Belgique.
Le réseau de surveillance sismique de la section de séismologie de l'Observatoire Royal de Belgique fut étendu par la suite.